# رنگین‌تاب نوک‌زرد
رنگین‌تاب نوک‌زرد (نام علمی: Galbula albirostris) نام یک گونه از تیره رنگین‌تاب است.